# Ламберсексуал

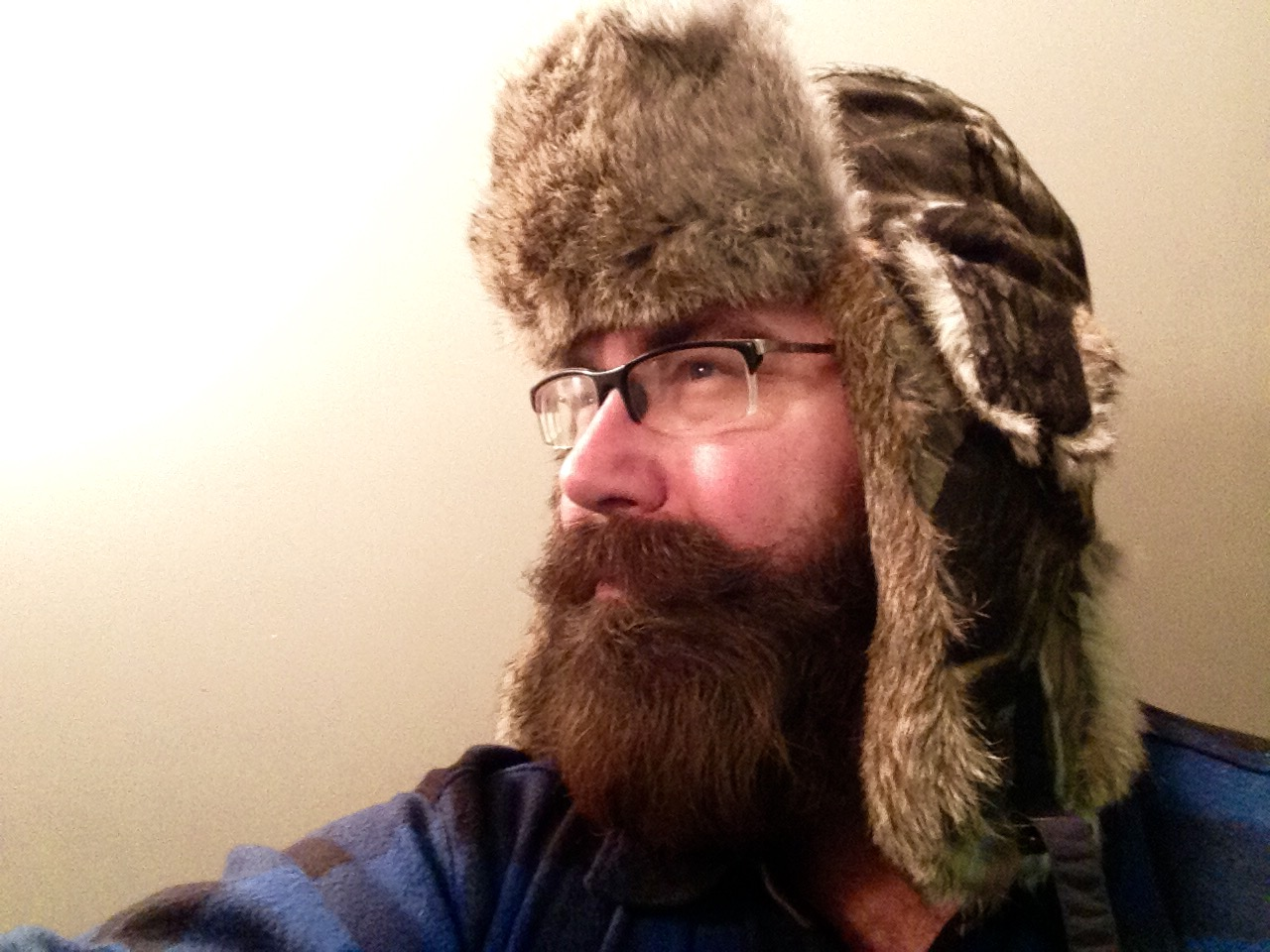
Ламберсексуал в шапке-ушанке

Ламберсексуал (англ. Lumbersexual), или дровосексуал — мужчина-горожанин, придерживающийся, в противоположность метросексуалу, нарочито грубого стиля в одежде и причёске: толстые свитера, фланелевые рубашки, рубашки в шотландскую клетку, рабочие ботинки, борода; хипстер, прикидывающийся дровосеком.
Неологизм «ламберсексуал» образован как «слово-бумажник» из англ. lumberjack («лесоруб») и англ. metrosexual. Вилла Браун утверждает, что термин был впервые употреблён в 2014 году в интернет-журнале англ. GearJunkie и быстро подхвачен известными журналами и газетами вроде Гардиан и Тайм. Лингвисты обратили внимание на новое слово американского английского языка в начале 2015 года, когда по результатам голосования в American Dialect Society оно заняло четвёртое место в номинации «самые бесполезные новые слова 2014 года».
В одежде ламберсексуалы придерживаются нарочито небрежного, грубоватого ретро-стиля: футболки, фланелевые рубашки, вязаные свитера, рубашка в шотландскую клетку, жилетки и шапки на меху. Важным атрибутом ламберсексуала является густая окладистая борода, пышные усы и удлинённые волосы. При этом одежда и волосы всегда должны быть чистыми и ухоженными, что требует довольно много времени, внимания и затрат. Образ может быть дополнен галстуком-бабочкой. Есть мода на окрашивание бороды и волос в едином стиле.
Ламберсексуальность — проявление запроса общества на возврат к маскулинности, свидетельство усталости от стандартов мужской изнеженности.